# Claude Louis Marie Henri Navier

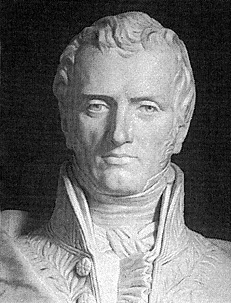
Claude Louis Marie Henri Navier

Claude Louis Marie Henri Navier (* 10. Februar 1785 in Dijon; † 21. August 1836 in Paris) war ein französischer Mathematiker, Bauingenieur und Physiker.

## Leben und Werk
Naviers Vater starb 1793, woraufhin seine Mutter ihn in die Obhut ihres Onkels Emiland Gauthey gab, einem bekannten Ingenieur des Corps des ingénieurs des ponts et chaussées. 1802 begann er Studien an der École polytechnique, setzte diese 1804 an der École nationale des ponts et chaussées fort und graduierte 1806. Kurz danach starb Gauthey und Navier erhielt vom Corps den Auftrag, seine Werke aufzuarbeiten.
Von 1819 an unterrichtete er an der École des Ponts et Chaussées und wurde 1830 dort Professor für Mechanik. 1831 wurde er zusätzlich Professor für Analysis und Mechanik an der École Polytechnique, als Nachfolger für den ins Exil gegangenen Augustin Louis Cauchy.
Navier brachte die Elastizitätstheorie in eine mathematisch mit überschaubarem Aufwand handhabbare Form. Charles Augustin de Coulomb hatte in der Balkentheorie bereits ähnliche Ergebnisse erzielt, die aber weitgehend unbeachtet geblieben waren. 1819 gelang Navier die korrekte Bestimmung der von Galileo Galilei falsch angegebenen Nulllinie; 1826 trennte er klar zwischen dem Elastizitätsmodul als einer Materialeigenschaft und dem Trägheitsmoment als einer geometrischen Eigenschaft des vorgegebenen Balkenquerschnitts. Kristallisationspunkt der Navierschen Synthese von Statik und Festigkeitslehre ist seine Technische Biegetheorie (Balkentheorie). Aufgrund dieser Syntheseleistung und ihrer zugänglichen Darstellung gilt Navier als Begründer der Baustatik.
1822 gab er die Navier-Stokes-Gleichungen für die Bewegung einer viskosen Flüssigkeit an. 1824 wurde er Mitglied der Académie des sciences in Paris.
1823 veröffentlichte er ein Buch über Hängebrücken, das Johann Friedrich Wilhelm Dietlein 1825 in deutscher Übersetzung herausgab.
Er ist namentlich auf dem Eiffelturm verewigt, siehe: Die 72 Namen auf dem Eiffelturm.

## Werke
- Rapport à Monsieur Becquey, Conseiller d’état, … et mémoire sur les ponts suspendus. Imprimerie Royale, Paris 1823, 2. ed. Carilian-Gœury, Paris 1830; urn:nbn:de:hbz:061:1-14432, Universitäts- und Landesbibliothek Düsseldorf
- Résumé des leçons données à l’École des ponts et chaussées sur l’application de la mécanique à l’établissement des constructions et des machines. 2e éd., Carilian-Goeury, Paris 1833–1838; Digitalisat auf Gallica (BnF)
- Mémoir sur les lois du mouvement des fluides, Mém. Acad. Sci. Inst. France, Band 6, 1822, S. 389–440